# Ludo (magazine)
Ludo (jeux et énigmes) - Ludo magazine est un magazine trimestriel paru de juillet 1972 à juin 1977, ayant compté dix-huit numéros (il y a eu deux no 1), comportant notamment les Enquêtes de Ludo de Moallic, également publiées dans Pif Gadget.  

## Description
Son format était 20 x 26,5 cm, l'intérieur imprimé en noir, blanc et rouge. Les numéros 1 à 5 furent imprimés par l'imprimerie italienne Colombi. Les numéros 6 à 7 par l'imprimerie de Montsouris à Paris, les 8 à 15 par l'imprimerie Paris-Province à Bagnolet et les 16 et 17 par l'imprimerie Alföldi en Hongrie.
Après deux années d'interruptions, il est remplacé en avril 1979 par Le Journal de Ludo qui parait jusqu’en août 1980.

## Principaux contributeurs
- O.A. Grandjean
- Robert Gring (dessinateur)
- Carali dessinateur des aventures de M. Loupe
- Moallic et Crespi pour Les Enquêtes de Ludo
- Serge Segret
- Morteau
- Gil Das
- Prost
- Jacar
- Arca (Arcani, dessinateur)[2]
- Jacques Lelièvre
- Roger Dal (pour les jeux)
- Robert Lavaill (dessinateur)
- André Poirier pour les récits-enquêtes, illustrés par Norma
- Jacques Tabary (dessinateur) à partir du no 4
- Henri Dufranne (dessinateur) à partir du no 5
- Roger Lavaill (dessinateur de Gilles Finger) jusqu'au no 9
- Chiller (dessinateur de Gilles Finger) à partir du no 10
- François Dimberton (Chicot fou du roy) à partir du no 10
- François Corteggiani (Gaëtan (détective)) à partir du no 10
- Michel Motti (scénariste) à partir du no 11